# رباط (ترسون‌زاده)
رباط  (به خط تاجیکی: ҷамоати деҳоти Работ) جماعت دهات و روستایی در کشور تاجیکستان است که در ناحیهٔ ترسون‌زاده ناحیه‌های تابع جمهوری قرار دارد. جمعیت این جماعت ۹۶۴۳ است.

## لیست دهات تابعه
- اسباب (Асбоб)
- حسن‌آباد (Ҳуснобод)
- خیرآباد (Хайробод)
- ده‌وک (Деҳвак)
- ‌ رباط (Работ)
- شیرکند (Ширкент)
- عالم‌آباد (Олимобод)
- ‌ قلچاق (Қипчоқ)
- کدوچی (Кадучӣ)
- گلخس (Гулхас)